# Бор (син на Пентил)
Вижте пояснителната страница за други значения на Бор.
Бор (на старогръцки: Βῶρος; Boros) в гръцката митология е цар на Месения и потомък на Нелей.
Според Павзаний той е син на Пентил и Анхироя , внук на Пориклимен (синът на Нелей, син на Посейдон). Според по-стария Хеланик обаче е обратно, Бор и Лизидика са родители на Пентил.
Бор е баща на Андропомп, който го последва на трона.